# Windpark De Griete
Windpark De Griete is een windmolenpark met twee windturbines van elk 800 kilowatt in de buurt van de buurtschap Griete in de gemeente Terneuzen in de Nederlandse provincie Zeeland. Het park is in 2007 operationeel geworden.